# Mézières-en-Vexin
Mézières-en-Vexin è un comune francese di 657 abitanti situato nel dipartimento dell'Eure nella regione della Normandia.

## Società

### Evoluzione demografica
Abitanti censiti